# Paramonacanthus curtorhynchos
Paramonacanthus curtorhynchos es una especie de peces de la familia Monacanthidae en el orden de los Tetraodontiformes.

## Morfología
- Los machos pueden llegar alcanzar los 11,3 cm de longitud total.[1][2]

## Hábitat
Es un pez de mar y de clima tropical y demersal.

## Distribución geográfica
Se encuentra desde la Bahía de Bengala hasta Fiyi.

## Observaciones
Es inofensivo para los humanos.